# Moracia
Moracia es el nombre que llevó de 1854 a 1860 la actual provincia de Guanacaste, Costa Rica. 

## Historia
Anteriormente, la provincia había llevado el nombre de Guanacaste, que era el de su ciudad cabecera; sin embargo, en 1854, y debido a una serie de roces entre Costa Rica y Nicaragua, sus vecinos pidieron que se diese a su provincia el nombre de Moracia como homenaje al Presidente Juan Rafael Mora Porras, y el de Liberia a su cabecera, con el fin de «borrar hasta el más lejano recuerdo de su existencia primitiva». En 1860, después del derrocamiento de Mora, se volvió a dar a la provincia el nombre de Guanacaste, pero su cabecera conservó el de Liberia.